# I Feel Good (film)
Pour les articles homonymes, voir I Feel Good.
Pour plus de détails, voir Fiche technique et Distribution.
I Feel Good est un film français réalisé par Gustave Kervern et Benoît Delépine, sorti en 2018.

## Synopsis
Monique Pora s'occupe d'une communauté Emmaüs à Lescar, près de Pau. Un jour, elle voit débarquer son frère, Jacques, qu'elle n'a pas vu depuis des années. Ce quadragénaire, apparaissant comme un incapable, est obnubilé par l’idée de devenir riche et cherche à tout prix une idée pour y parvenir. Il pense ainsi à monter une affaire de chirurgie esthétique low cost. Ces retrouvailles avec sa sœur illustrent deux visions du monde très opposées.

## Fiche technique
Sauf indication contraire, les informations mentionnées dans cette section peuvent être confirmées par la base de données cinématographiques IMDb,  présente dans la section « Liens externes ».
- Titre original : I Feel Good
- Réalisation et scénario : Gustave Kervern et Benoît Delépine
- Assistant réalisateur : Gérard Bonnet
- Décors : Madphil, assisté de Ludovic Eberling
- Costumes : Agnès Noden
- Directeur de la photographie : Hugues Poulain
- Montage : Stéphane Elmadjian, assisté de Matthilde Carlier
- Son : Guillaume Le Braz
- Montage son : Axel Steichen
- Bande originale : Les Motivés[2] (Mustapha et Hakim Amokrane), Nicolas Liorit et Ghislain Rivera[3]
- Producteurs : Benoît Delépine, Marc Dujardin et Gustave Kervern

Producteur associé : Charles-Édouard Renault
- Directeur de production : Philippe Godefroy
- Sociétés de production : JD Prod et No Money Productions, Hugar Prod., avec la participation de Arte France Cinéma, en association avec les SOFICA LBPI 11, Manon 8, Sofitvciné 5
- Société de distribution : Ad Vitam Distribution (France)
- Budget : n/a
- Pays d'origine :  France
- Langue originale : français
- Format : couleur
- Genre : comédie dramatique
- Durée : 103 minutes
- Dates de sortie[4] :
  - Suisse : 11 août 2018 (Festival international du film de Locarno 2018)
  - France : 26 septembre 2018

## Distribution
- Jean Dujardin : Jacques Pora, un quadragénaire bon à rien
- Yolande Moreau : Monique Pora, sa sœur qui dirige une communauté Emmaüs
- Jean-Benoît Ugeux : Vincent, le compagnon libraire
- Joseph Dahan : Manu, le compagnon menuisier
- Lou Castel : Gregory, le compagnon costaud
- Jean-François Landon : Jean-François, le compagnon cuisinier
- Jana Bittnerova : Béatrice, la starlette
- Elsa Foucaud : Corinne, la timide
- Oleg Kupchik : le docteur Ursus
- Xavier Mathieu : Poutrain
- Marius Bertram : Mario, le compagnon italien
- Joël Seria : M. Pora, le père de Jacques et Monique
- Jeanne Goupil : Mme Pora, la mère de Jacques et Monique
- Frédéric Felder : Tarzan
- Anselme Mermillod : client dans la librairie[5]

## Production
En 2012, à Cannes, Gustave Kervern et Benoît Delépine présentent leur nouveau film : Le Grand Soir. Pendant cette soirée, ils proposent à Jean Dujardin de faire partie de la distribution d’un de leur prochain film,.

### Tournage
Le tournage a lieu en aout 2017 dans les Pyrénées-Atlantiques ainsi que dans les Hautes-Pyrénées.
À Lescar :
- Dans le village Emmaüs Pau/Lescar situé chemin Salié, où se déroule le festival Emmaüs Lescar-Pau.
- Au drive et sur le parking du restaurant Burger King situé dans le pôle commercial Quartier Libre 176, 180 boulevard de l'Europe.
- Sur le parking Sud du centre commercial Quartier Libre, côté rue Saint-Exupéry.

À Pau :
- Dans le funiculaire[9].
- Dans le "Point Phone Fax" situé 27 avenue du Loup.
- Au début de la rue Aristide Briand, proche de l'intersection avec l'avenue Honoré Baradat.
- Au niveau du 35 rue Carnot.
- Allée du Grand Tour, entre la Caserne Bernadotte et le Cimetière urbain de Pau.
- Dans une villa située 72 avenue de Trespoey.

À Louvie-Juzon :
- En bordure du Lac de Castet.

À Tarbes :
- Dans la gare située 25 avenue Maréchal Joffre.

À Bayonne :
- A la clinique Capio Belharra

D'autres scènes sont tournées à l'étranger, notamment :
- À Bucarest en Roumanie[1] : Palais du Parlement (Bucarest).
- Dans les environs de Gabrovo, en Bulgarie : monument de Bouzloudja (maison du Parti communiste bulgare).

## Accueil

### Box-office
527 324 entrées sur 16 semaines.

### Critique
Le film reçoit globalement des retours allant du mitigé au positif. Le site Allociné recense une moyenne de 3,6/5, à partir de l'interprétation de 33 critiques presse.
Il obtient la note globale de 6,1/10 sur le site SensCritique, d'après plus de 4 000 retours du public.

## Distinctions

### Nominations et sélections
- Festival international du film de Locarno 2018 : sélection hors compétition Piazza Grande.
- L'Étrange Festival 2018 : sélection en section Mondovision.
- Magritte 2019 :
  - Magritte de la meilleure actrice pour Yolande Moreau.